# Di Jones
David Jones, conocido como Di Jones (1867) fue un futbolista galés que jugó como defensa a finales del siglo XIX. También jugó 14 partidos con la selección de Gales.

## Trayectoria
David Jones nació en Trefonen cerca de Oswestry en una familia minera. Su sobrino llamado Lot Jones era jugador de fútbol. David comenzó su carrera en el club local Comenzó su carrera con Oswestry en 1882 y los ayudó a ganar la Copa Shropshire.
Luego se mudó al Chirk, con el que ganó la Copa de Gales en 1887 y 1888, siendo este último el capitán del equipo.
En 1888 se trasladó al club inglés Newton Heath, pero sólo jugó dos partidos amistosos, y en marzo de 1889 se trasladó al Bolton. En Bolton, pronto se convirtió en capitán (en 1890) y llevó a su equipo a la final de la FA Cup, en el que los trotones perdieron ante el Notts County con un marcador de 1-4. Durante sus diez años en Bolton, Dee Jones jugó 228 apariciones en la liga para el club y anotó 4 goles.
En 1898 se mudó al Manchester City, donde jugó su excompañero de Cherk y compañero de equipo galés Billy Meredith. Hizo su debut con el Manchester el 8 de octubre de 1898 en un partido contra Luton. Al final de la temporada 1898/99, el City se ascendió a la Football League First Division, la antigua división de élite del fútbol inglés. En total, jugó 118 partidos con el City y marcó 1 gol.

## Selección nacional
Jones hizo su debut con la selección de Gales el 3 de marzo de 1888, jugando en la mitad derecha en una victoria por 11-0 sobre Irlanda en Wrexham. En una carrera internacional de 12 años hizo un total de 16 apariciones, pero dos, contra Canadá en 1891, fueron destacadas. Su última aparición en Gales se produjo el 26 de marzo de 1900, en un empate 1-1 con Inglaterra en el que jugó como lateral derecho.

## Muerte
El 17 de agosto de 1902, Jones estaba jugando en un partido de práctica de pretemporada cuando sufrió un corte en la rodilla después de caer sobre un vidrio que había en el campo de juego. Fue llevado al hospital y tras tratar la herida se fue a casa, sin embargo cuatro días después se infectó y fue trasladado de vuelta al hospital donde murió de envenenamiento de la sangre, trismo y tétanos el 27 de agosto. Fue sepultado en el cementerio de la iglesia de San David en Froncysyllte, Wrexham en su natal Gales.
Se llevó a cabo una investigación que concluyó que el Manchester City no tenía responsabilidad en la muerte del jugador, ya que las complicaciones de la herida habrían surgido en el trayecto del césped a la ambulancia, que Jones no quiso hacer en la camilla, sino a pie.